# 両道入姫命
両道入姫命（ふたじいりひめのみこと、生没年不詳）は、記紀の登場人物。垂仁天皇の皇女で、母は山背国の大国不遅（大国之淵）の娘の綺戸辺（かにはたとべ・『日本書紀』より。『古事記』では弟苅羽田刀弁）。『日本書紀』では両道入姫命、『古事記』では石衝毘売命（いはつくびめ）と表記される。同母兄に磐衝別命がいる。

## 概要
甥の日本武尊の妃となって仲哀天皇を生み、その即位後に皇太后になったとされる。『日本書紀』には仲哀天皇元年9月1日に「母の皇后を尊びて皇太后と曰す」と記しているものの、父である日本武尊は皇位に就いたことがないため、この時点で彼女が皇后であった事実はなかったことになる。また、『古事記』・『日本書紀』ともに彼女に関する具体的な事績の記述を欠いている。そもそも、記紀ともに一致して記載している仲哀天皇の享年から計算できる生年（成務天皇18年）が日本武尊の死去から38年後にあたるという矛盾を抱えており、日本武尊と仲哀天皇、そして両者をつなぐ存在である両道入姫命が本当に実在していたかどうかは不明である。